# Овчаров Микола Михайлович
Мико́ла Миха́йлович Овчаро́в (нар. 9 липня 1988, Одеса)  — український оратор, викладач та дослідник ораторського мистецтва, перекладач з латинської мови, кінорежисер, медіа-артист. Відомий завдяки класифікації типів аргументації в ораторському мистецтві. Автор посібника з сучасної риторики «Майстер публічних виступів» та інших видань з етики та філософії. Редактор науково-популярного журналу про ораторське мистецтво «Невідомий оратор».

## Життєпис
Народився в м. Одесі. Навчався у Київській державній академії водного транспорту, Київському національному університеті культури.
Працював з провідними державними та громадськими організаціями.
У 2009 році заснував Інститут риторики, де викладає ораторське мистецтво, публікує аналітичні статті на тему риторики, психології, етики та філософії.
Автор книги «Майстер публічних виступів» (2017, 2023) та видань з етики публічних виступів.
У 2024 році презентував дві нові книги — «Мала етика» та «Доказова аргументація».

## Внесок у сучасну риторику

### Доказова аргументація
Овчаров розробив концепцію доказової аргументації як методу переконання, що поєднує емпіричну обґрунтованість з риторичною ефективністю. У роботі «Доказова аргументація» (2024) систематизовано підходи до побудови логічно структурованих доказів у публічних виступах.

#### Теорія аргументації
Микола Овчаров виділив основні три форми аргументації у сучасній риториці.
- Теоретична — наукові факти, дані досліджень, статистика, аналітика.
- Практична — практичний приклад зі свого або чужого досвіду.
- Візуальна — доведення з використанням відомих образів або події.

До кожного аргументу є три вимоги: авторитетність, унікальність, посилення тези другим аргументом.

### Вплив на українську риторичну школу
Теоретичні розробки Овчарова сприяють інституціоналізації риторики як академічної дисципліни в Україні. Заснований ним у 2009 році Інститут риторики функціонує як дослідницький центр, що поєднує вивчення класичної традиції з розробкою сучасних методик публічного мовлення.
З 2025 року Микола Овчаров видає журнал «Невідомий оратор» — перший україномовний науково-популярний журнал, присвячений ораторському мистецтву. Видання поєднує теоретичні знання з практичними порадами для вдосконалення комунікативних навичок.

## Перекладацька діяльність
У 2025 році здійснив перший повний переклад українською мовою «Першої промови Цицерона проти Катіліни» з позиції оратора-практика. Микола Овчаров особливу увагу приділив ритміці, динаміці тексту та ораторським прийомам, які зазвичай втрачаються при буквальному перекладі. Переклад супроводжується детальними примітками про історичний контекст, поясненнями реалій римського життя та аналізом риторичних особливостей промови. Робота слугує студентами та науковцями, які вивчають історію Риму, філософію та риторику.

## Медіа-арт та кіно
2018 року презентував першу виставку відео- та медіа- арту «The Interaction» про трансформацію людини з емоційної до інформаційної форми. Роботи демонструвались в галереї Saatchi та Freedom Art Festival у Лондоні.
У 2019 році зняв перший короткометражний фільм без слів «Чорна діра». Фільм про те, як люди взаємно поглинають один одного заради свого ж розвитку. Прем'єра фільму відбулась 11 липня 2019 року на Міжнародному кінофестивалі «Revelation» у Перті (Австралія). 29 вересня 2019 року фільм отримав спеціальний приз журі на Кінофестивалі короткометражного незалежного кіно «Бардак» у Харкові «за чіткий почерк режисера, прекрасну і глибоку роботу оператора, підбір дивних типажів. Всі елементи та деталі працюють на одне завдання — занурюють в химерний світ, створений автором».
У 2020 році був знятий другий короткометражний фільм «Дика опера», який вже після монтажу режисер вирішив не випускати.

## Громадська діяльність
З 2019 року постійно проводить безкоштовні майстер-класи з ораторського мистецтва для окремих соціальних груп, які підпадають або можуть попасти під різні форми дискримінації в Україні та світі (за походженням, ознакою ґендера, національної або іншої ідентичності) з метою зменшення рівня агресії та підвищення рівня ефективної комунікації між різними людьми та рівня толерантності.

### Науково-популярні видання
| Рік  | Назва книги                                      | Опис                                                                           |
| ---- | ------------------------------------------------ | ------------------------------------------------------------------------------ |
| 2017 | «Майстер публічних виступів»                     | базова теорія ораторського мистецтва                                           |
| 2023 | «Майстер публічних виступів. Монохромне видання» | друге видання теорії ораторського мистецтва з чорно-білими ілюстраціями автора |
| 2023 | «Майстер публічних виступів. Кольорове видання»  | друге видання теорії ораторського мистецтва з кольоровими ілюстраціями автора  |
| 2024 | «Мала етика»                                     | про сучасну прикладну етику                                                    |
| 2024 | «Доказова аргументація»                          | про методи переконання в ораторському мистецтві                                |

### Періодичні видання
| Рік  | Назва              | Тип    | Опис                                                              |
| ---- | ------------------ | ------ | ----------------------------------------------------------------- |
| 2025 | «Невідомий оратор» | журнал | друковане видання про ораторське мистецтво, виходить двічі на рік |

### Навчально-методичні видання
| Рік  | Назва                 | Опис                                                                                  |
| ---- | --------------------- | ------------------------------------------------------------------------------------- |
| 2025 | «Як виховати оратора» | навчальний посібник для батьків та вчителів для виховання ораторських якостей у дітей |

### Переклади
| Рік  | Назва                                             | Мови                       |
| ---- | ------------------------------------------------- | -------------------------- |
| 2025 | «Переклад першої промови Ціцерона проти Катіліни» | з латинської на українську |